# Black Beaver
Black Beaver ou Suck-tum-mah-kway (1806-1880) est un trappeur, éclaireur et interprète lenape qui devint chef, et plus tard riche propriétaire d'un ranch dans l'actuelle ville d'Anadarko dans l'Oklahoma. On lui attribue l'établissement de la piste de la Californie et la piste Chisholm. Au début de la guerre de Sécession, il guida des centaines de soldats de l'Union et un convoi de chariots pour échapper à une force confédérée plus importante sur plus de 800 km dans le Territoire indien pour être en sécurité dans le Kansas. Aucune perte ne fut à déplorer parmi les hommes, leurs animaux ou leurs chariots.